# Tuticanus
Genre
Tuticanus est un genre d'araignées aranéomorphes de la famille des Ctenidae.

## Distribution
Les espèces de ce genre se rencontrent en Équateur et au Pérou.

## Liste des espèces
Selon World Spider Catalog (version 17.0, 30/05/2016) :
- Tuticanus cruciatus Simon, 1897
- Tuticanus major (Keyserling, 1879)

## Publication originale
- Simon, 1897 : Histoire naturelle des araignées. Paris, vol. 2, p. 1-192 (texte intégral).